# Services de police de Lafayette
La ville et la paroisse de Lafayette comprennent plusieurs services de police sous la forme d'une police municipale, d'un bureau du shérif et des services d'un marshal.

## Le Lafayette Police Department (LPD)
Ayant pour juridiction la ville elle-même, Le LPD dépend du maire, qui nomme son Chef, assure des tâches de sécurité publique et de police judiciaire au profit des habitants de Lafayette.
Il possède 4 postes de police, un centre d'entraînement et une prison. Il comprend 250 policiers assermentés repartis entre 4 districts et  3 divisions (commandée chacune par un major:
- Patrol Division (interventions sur la voie publique),
- Services Division  (logistique et services administratifs)
- et Criminal Investigations Division (police judiciaire).

Son SWAT Team comprend une vingtaine d'équipiers.
Son unité K-9 dispose de 8 chiens policiers (Bergers allemands et Malinois) tandis que son unité équestre aligne 5 chevaux.

## Le Lafayette Parish Sheriff's Office (LPSO)
Le bureau du Shérif est responsable de la prison de la paroisse civile, du tribunal civil, et des mesures à prendre pour faire appliquer les lois et règlements. Le bureau du shérif est également chargé d'assurer le service policier dans les villes de la paroisse qui ne possèdent pas de police municipale. Pour ce faire, il nomme les 500 shérifs-adjoints qui jouent le rôle de policier tandis que la prison emploie 400 personnels. Le shérif est élu tous les 4 ans.
Les divisions du LPSO sont au nombre de 6 :
- Corrections  (prison paroissiale),
- Finance and Technology (services administratifs et techniques),
- Human Resources  (service du personnel),
- Training & Professional Standards (formation initiale et continue),
- Enforcement (police judiciaire et administrative),
- et Internal Affairs (inspection des services).

## Services communs entre le LPD et le Bureau du Shérif
Pour des raisons budgétaires et d'efficacité, les Lafayette Police Department et Lafayette Parish Sheriff's Office ont mutualisé leurs moyens pour créer les  Metro Crime Scene/Forensics (Police scientifique)  et  Metro Narcotics (brigade des stupéfiants). Les jeunes recrues des LPD, tout comme les nouveaux shérifs adjoints, sont formés par la Lafayette Parish Sheriff's Office's Acadiana Law Enforcement Training Academy (ALETA).

## Flotte de véhicules
Les patrouilleurs des LPD et LPSO utilisent des Ford Crown Victoria, des Dodge Charger, des Dodge Durango et des Harley-Davidson. Seul le LPD dispose de Segway PT.

## Le Lafayette City Marshal
Les missions du Lafayette City Marshal sont l'application des décisions judiciaires et l'arrestation des fugitifs.

## Armes de service
Les policiers (LPD) et shérifs-adjoints (LPSO) sont armés de pistolets Glock : le choix du modèle étant laissé à l'appréciation de l'officier. Les opérateurs du LPD SWAT dispose en fonction de leurs missions de carabines AR-15 (calibre .223 et de fusils à pompe Remington 870 (calibre 12) voire de lance-grenade.

## Sources
- Site internet du Lafayette PD
- Site internet du Lafayette Parish Sheriff's Office